# 大川平站
大川平站（日语：／ Ōkawadai eki */?）是一由東日本旅客鐵道（JR東日本）所管理的鐵路車站，位於日本青森縣東津輕郡今別町字熊澤，平日只提供五班普通列車服務。同路段內另有一個站名相近的車站大平，不過兩站相距約15公里。

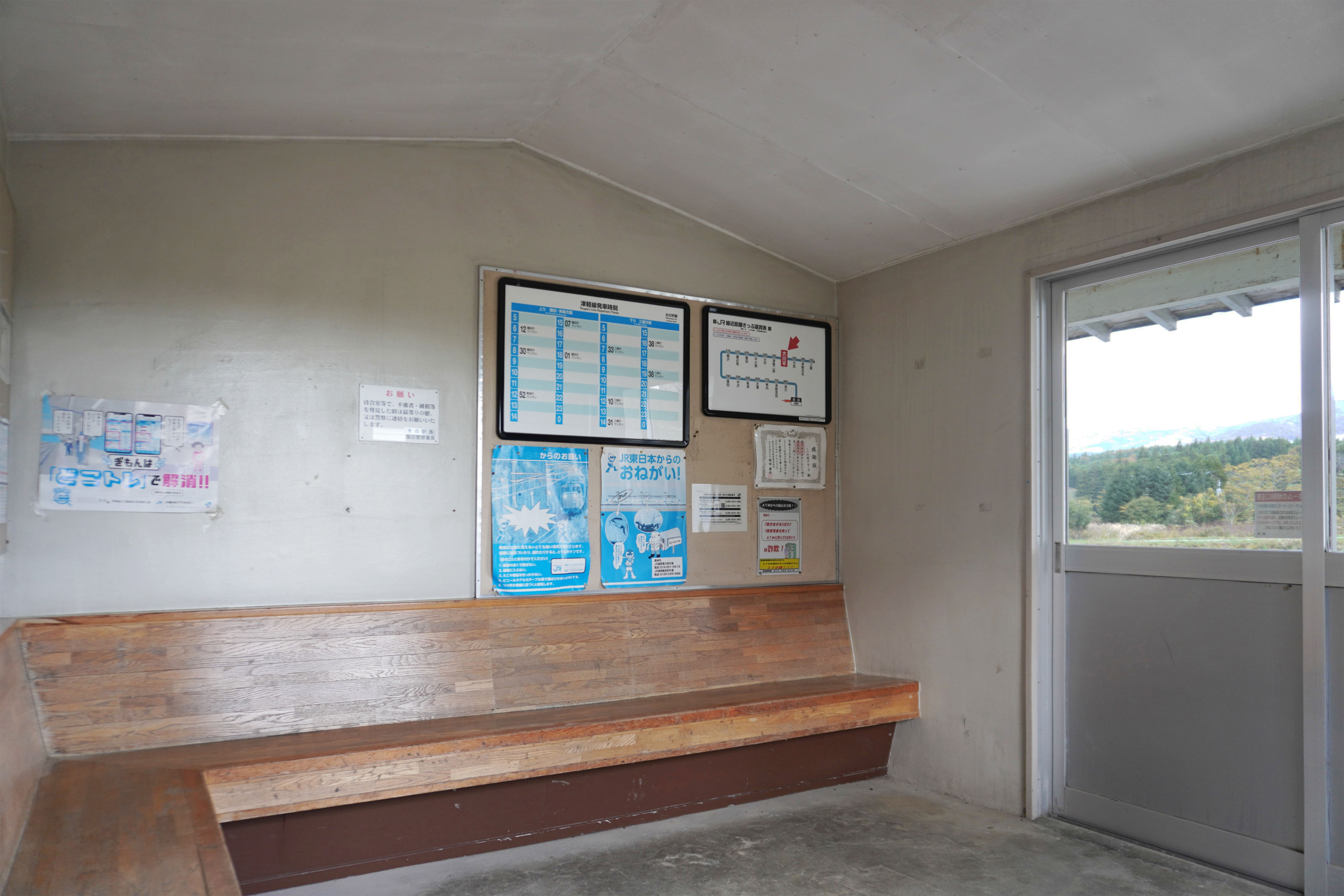
候車室内（2023年10月）

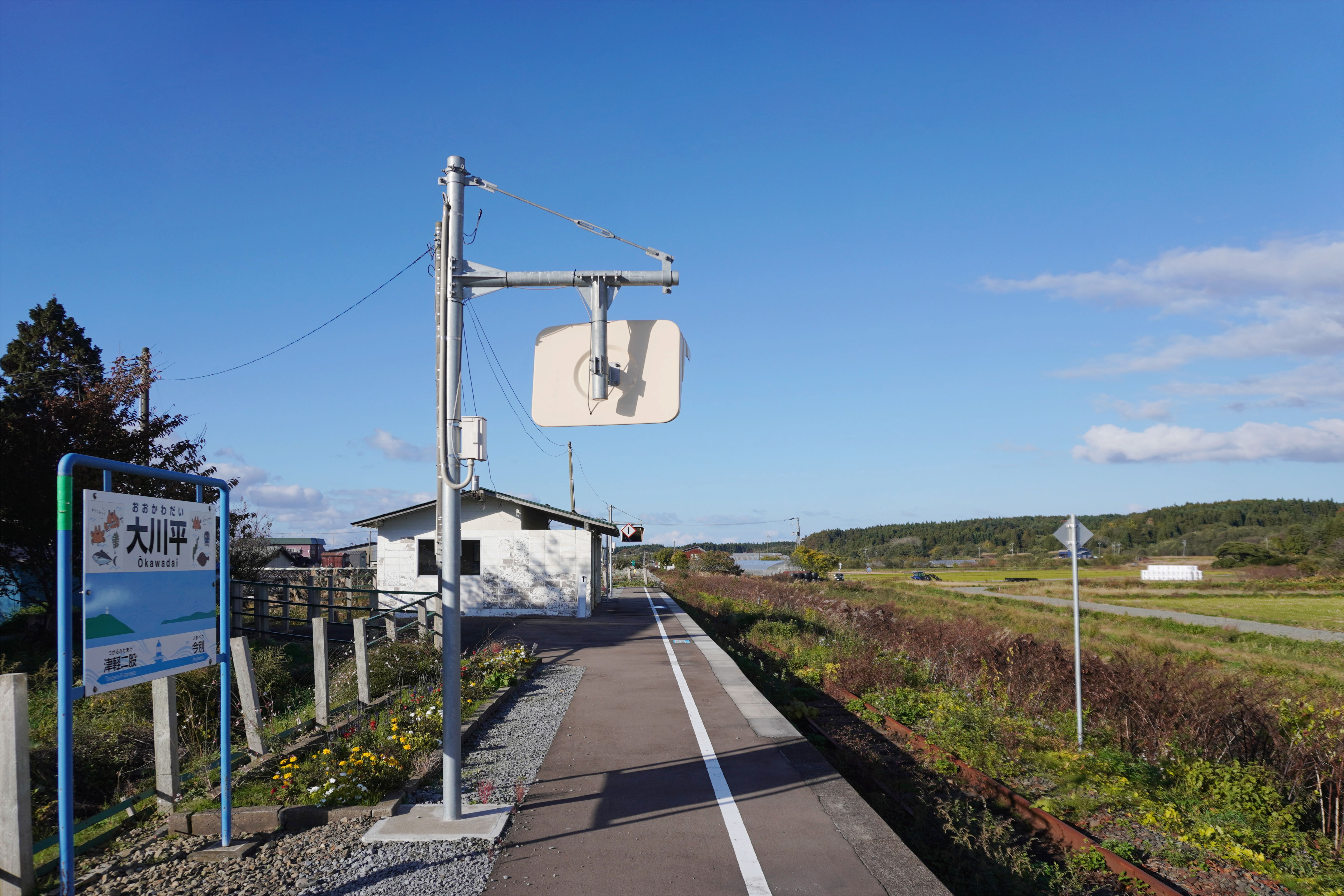
月台（2023年10月）

## 車站結構
本站為單層式以磚和金屬板所築成的小屋，並且再分成兩部份：向青森方向的一面為候車室；而另一邊則為業務用儲物室，四邊密封，只靠一個木門口進出。同時，候車室及儲物室的出入口均設於月台範圍，進出車站則須利用站舍旁邊的缺口位。
車站只設側式月台1個，列車不能交會，有效長度為3輛。月台兩邊都以圍欄封擋。列車靠站時，下行往三廐方向為左側上落；上行往蟹田方向則變為右側上落。

## 歷史
- 1958年10月21日：開業。
- 1987年4月1日：國鐵分割民營化，車站改由JR東日本管轄。
- 2019年：

- 4月29日：新中小國號誌站與三廄車站間路段啟用调度集中系统（CTC）。
- 6月1日：隨著三廄車站不再設站長，並從直營站降為無人站，本站改由青森車站管理。

- 2022年8月3日：受豪雨令部份路段受到破壞，蟹田～三廄列車服務暫停，改以代行巴士及社區的士暫代[2][3]。

## 相鄰車站
東日本旅客鐵道
■津輕線
津輕二股－大川平－今別

## 外部連結
- 大川平站（JR東日本）（页面存档备份，存于）（日語）